# Pandanus bowersiae
Pandanus bowersiae är en enhjärtbladig växtart som beskrevs av Harold St.John. Pandanus bowersiae ingår i släktet Pandanus och familjen Pandanaceae. Inga underarter finns listade.